# بيل ميرسير
بيل ميرسير (بالإنجليزية: Bill Mercer)‏ هو كاتب حول الرياضة ومعلق رياضي أمريكي، ولد في 13 فبراير 1926 في موسكوجي في الولايات المتحدة.